# 1798 au Canada
Pour un article plus général, voir Chronologie du Canada.
Cet article traite des événements qui se sont produits durant l'année 1798 au Canada.

## Événements

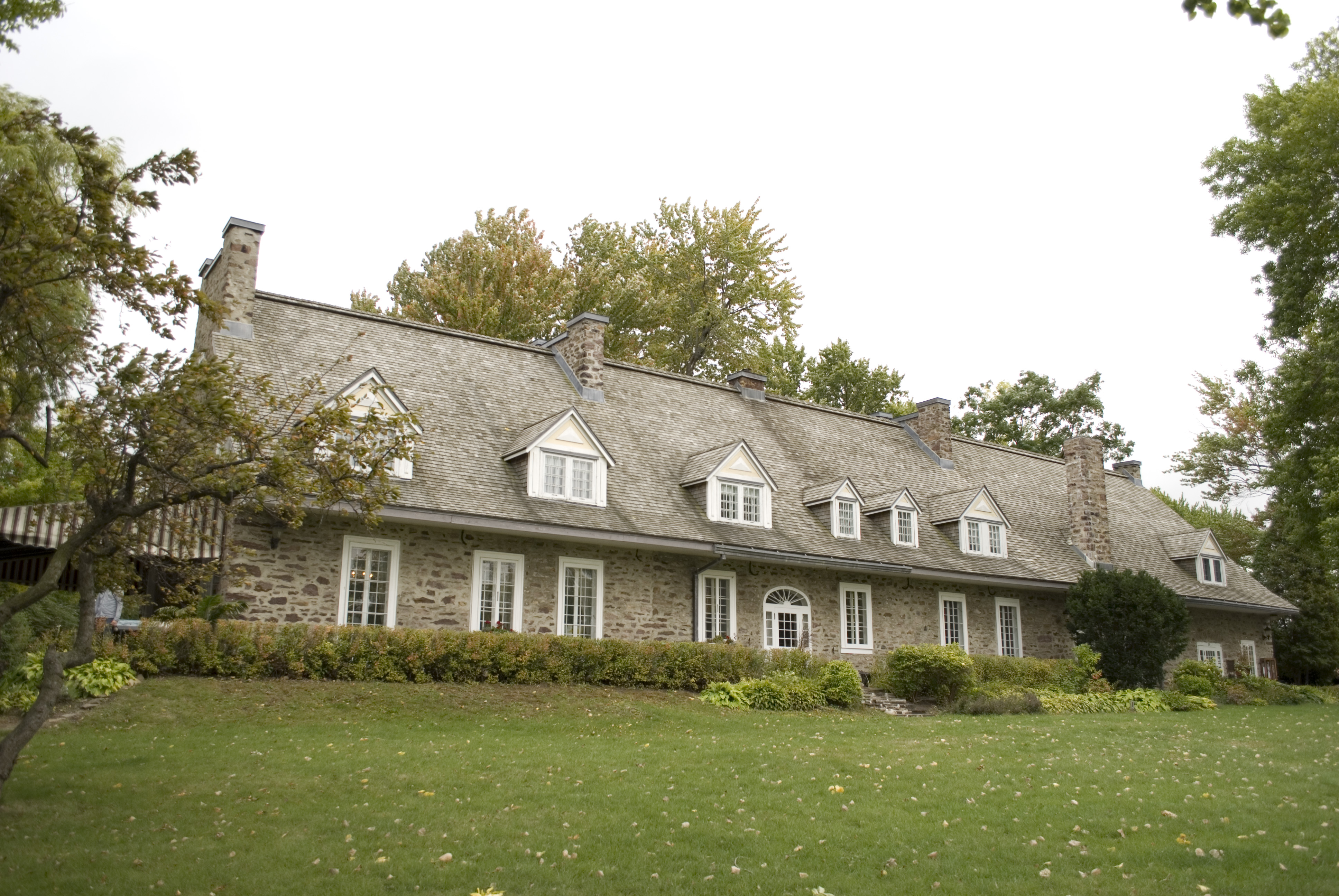
Maison Trestler à Vaudreuil-Soulanges au Québec construite en 1798

- L'Isle Saint-Jean est renommé l'Île-du-Prince-Édouard en l'honneur de Édouard-Auguste de Kent, membre de la famille royale britannique.
- Construction du Moulin Backus dans le Haut-Canada.

## Naissances
- 5 février : Gaspard-Pierre-Gustave Joly, marchand et photographe.
- 19 février : Allan MacNab, Premier ministre du Canada-Uni.
- 20 avril : Sir William Edmond Logan, géologue.
- 25 avril : Charles-François Baillargeon, archevêque de Québec.
- 25 mai : Antoine-Olivier Berthelet, homme politique.
- 22 juillet : Côme-Séraphin Cherrier, homme politique.
- 11 août : Sir Dominick Daly, premier ministre du Canada-Uni.
- 26 décembre : Étienne Chartier, prêtre, professeur et patriote.

## Décès
- 6 mai : Alexis Landry, commerçant acadien.
- 10 mai : George Vancouver, explorateur.
- 6 septembre : Walter Patterson, gouverneur de l'île Saint-Jean (Île-du-Prine-Édouard).
- Octobre : Michel Chartier de Lotbinière, ingénieur militaire.
- 13 décembre : François Dambourgès, homme politique.
- 25 décembre : Elias Hardy, homme politique du Nouveau-Brunswick.